# Typhlodaphne purissima
Typhlodaphne purissima é uma espécie de gastrópode do gênero Typhlodaphne, pertencente a família Borsoniidae.